# Raspailia galapagensis
Raspailia galapagensis är en svampdjursart som först beskrevs av Desqueyroux-Faúndez och van Soest 1997.  Raspailia galapagensis ingår i släktet Raspailia och familjen Raspailiidae. Inga underarter finns listade i Catalogue of Life.